# 마스 멘사 라르센
마스 멘사 라르센(덴마크어: Mads Mensah Larsen, 1991년 8월 12일~)은 덴마크의 핸드볼 선수로 포지션은 센터백이다. 현재 분데스리가의 SG 플렌스부르크한데비트 소속으로 활약하고 있다.
덴마크 핸드볼 리그의 AG 코펜하겐에서 선수 경력을 시작했으며, 2012년부터 2014년까지 올보르 혼볼 소속으로 뛰었다. 2014년에 독일로 건너가 분데스리가의 라인네카어 뢰벤으로 이적하여 리그 우승 2회, 준우승 1회를 달성했다. 이후 2020년에 SG 플렌스부르크한데비트로 이적했다.
덴마크 국가대표 선수로 활동하여 2016년 하계 올림픽 금메달, 2020년 하계 올림픽 은메달을 획득했고, 세계 선수권 대회 우승 3회, 준우승 1회, 유럽 선수권 대회 준우승 2회를 달성했다. 